# M&M's

M&M's商标

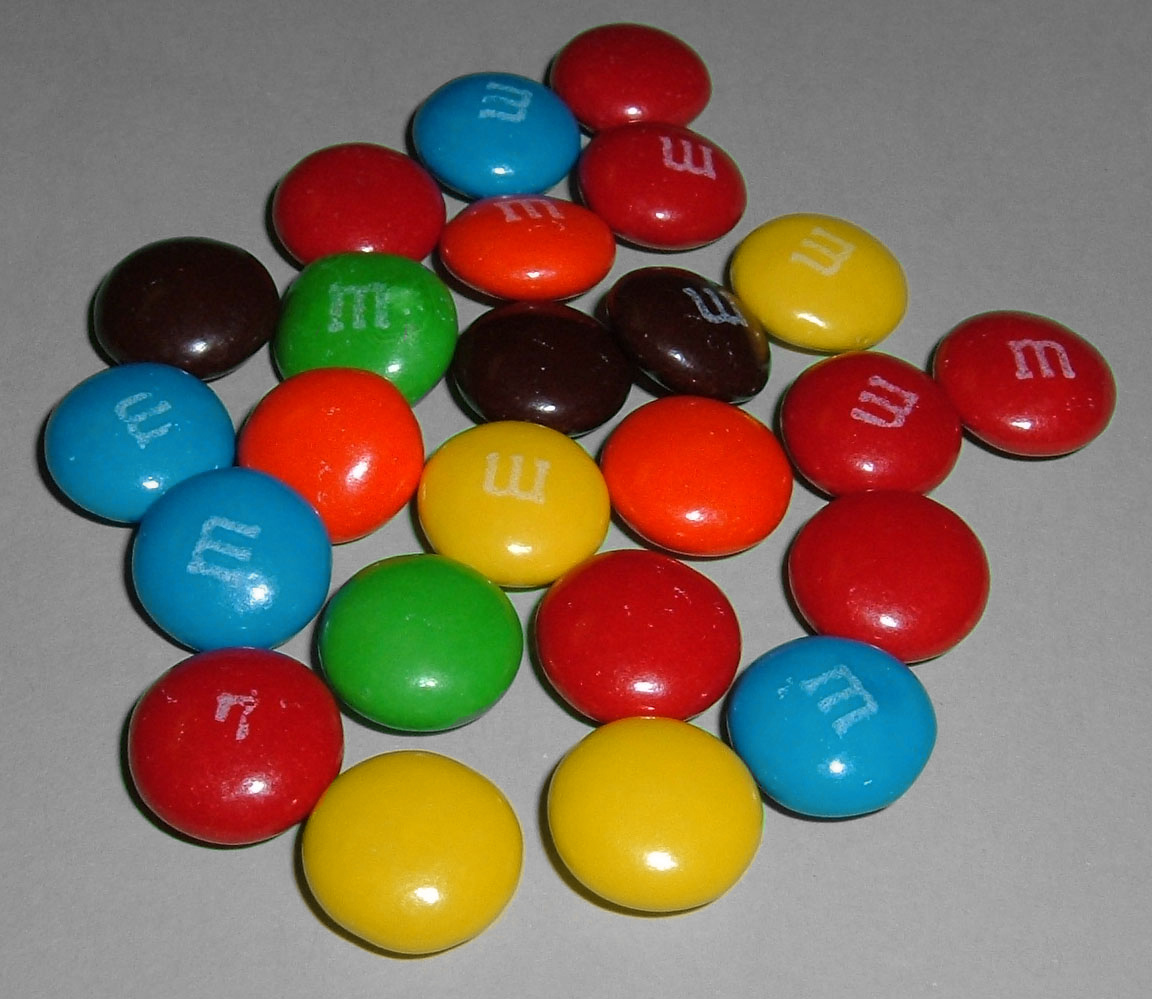
牛奶巧克力口味的M&M's

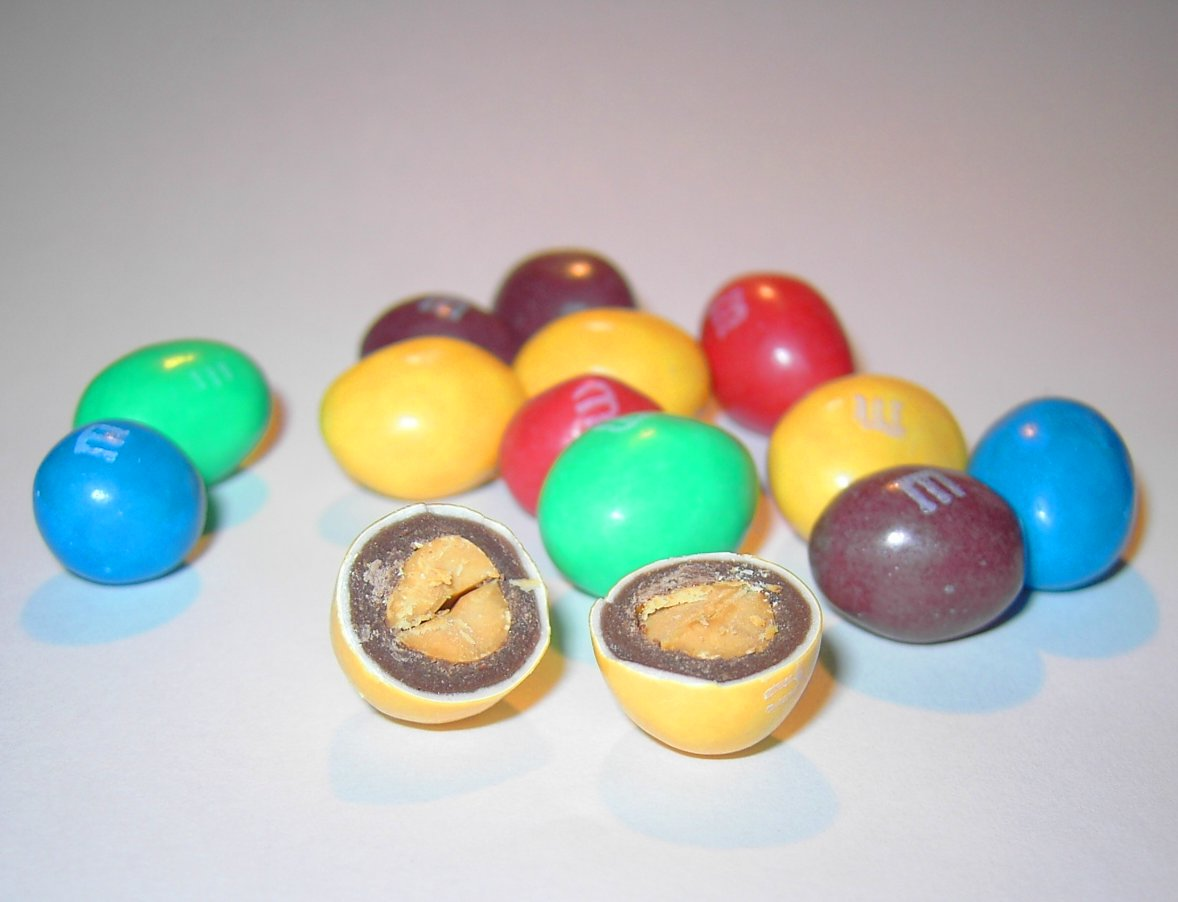
花生核仁的M&M's

M&M's（俗稱：MM巧克力、M豆）是美國的牛奶巧克力品牌，由玛氏食品公司所生產。

## 歷史
瑪氏食品創辦人之子老福雷斯特·瑪氏，於1930年代的西班牙内战看見士兵食用英國製的聰明豆得到靈感，以有顏色的外殼包裹着巧克力小粒發明了M&M's，並於1941年得到專利，在紐澤西州正式生產。
2023年，为避免引起社会分化的争议，M&M's停用经典的巧克力豆吉祥物，改用真人担任品牌代言人。

## 顏色
M&M's原來只有褐色。1960年增加了紅、黃和綠色。由於對人工合成色素莧菜紅 (Amaranth, FD&C Red #2)的可能致癌的健康顧慮，紅色在1976年被取消，橘色被增加以取代紅色；儘管M&M's並沒有使用這種色素，但紅色糖衣的糖果還是被取代，以移除消費者的疑慮。1987年，大眾已忘記對紅色色素的恐慌，因此紅色被恢復。1995年，由消費者投票增加了藍色。
目前M&M's有6種顏色：褐、紅、黃、綠、橘與藍色（花生核仁的糖果有相同的顏色）。少數其他顏色只在特定節日發行。在美國，包括：
- 黑色在萬聖節販售。
- 棕色在感恩節前1至2個月販售。
- 粉紅色在情人節販售。
- 粉色糖果（粉紅色、粉綠色、粉藍色）在復活節販售。
- 白色偶爾在美國獨立紀念日或特定促銷活動販售。

### 颜色一览
- 红色
- 橙色
- 黄色
- 綠色
- 藍色
- 藕合色
- 粉红色
- 褐色
- 白色

## 三聚氰胺污染
2008年，M&M's的产品中曾經检测出三聚氰胺，但其後沒有傳媒繼續跟進事件。

## 款式

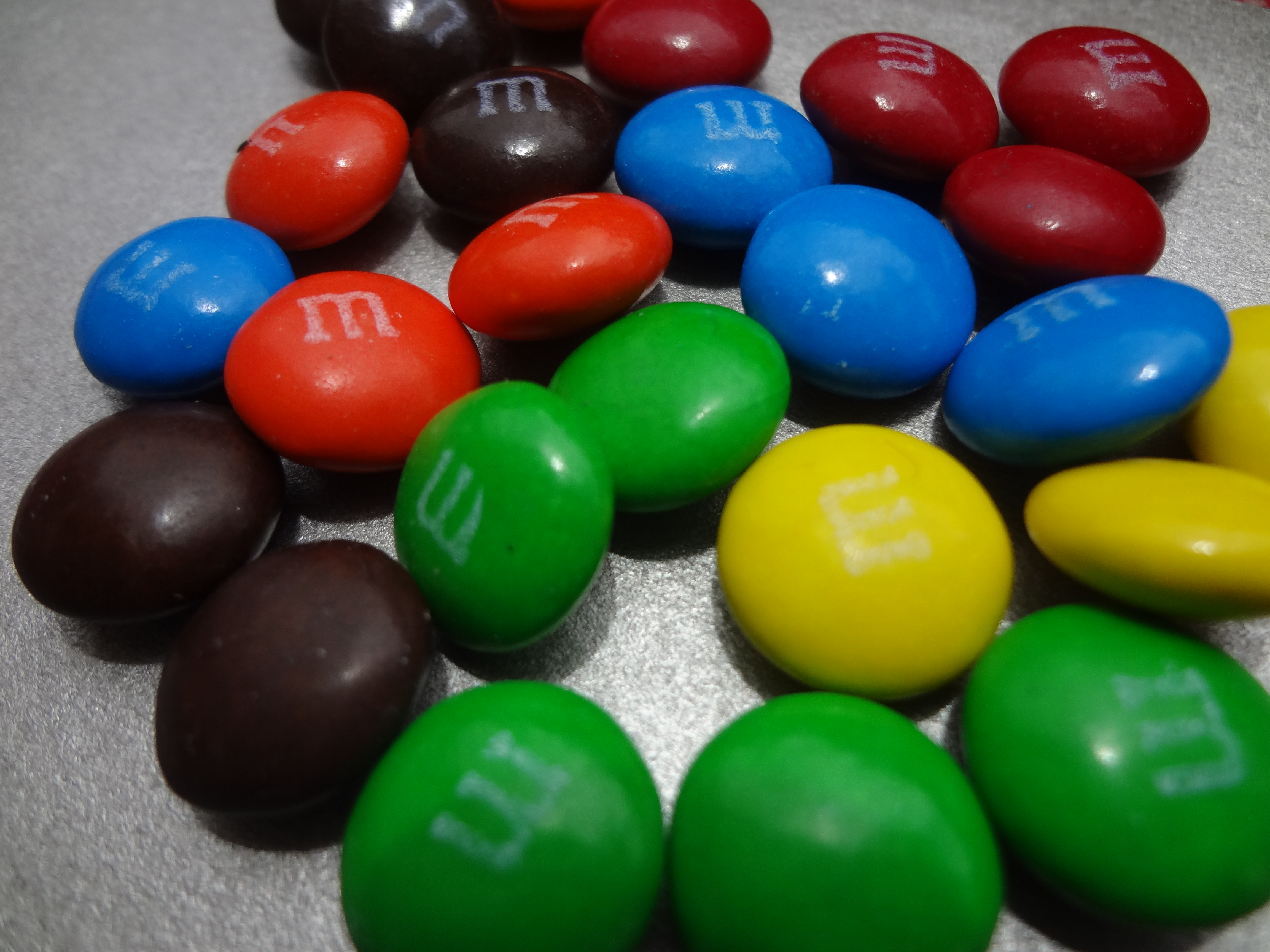
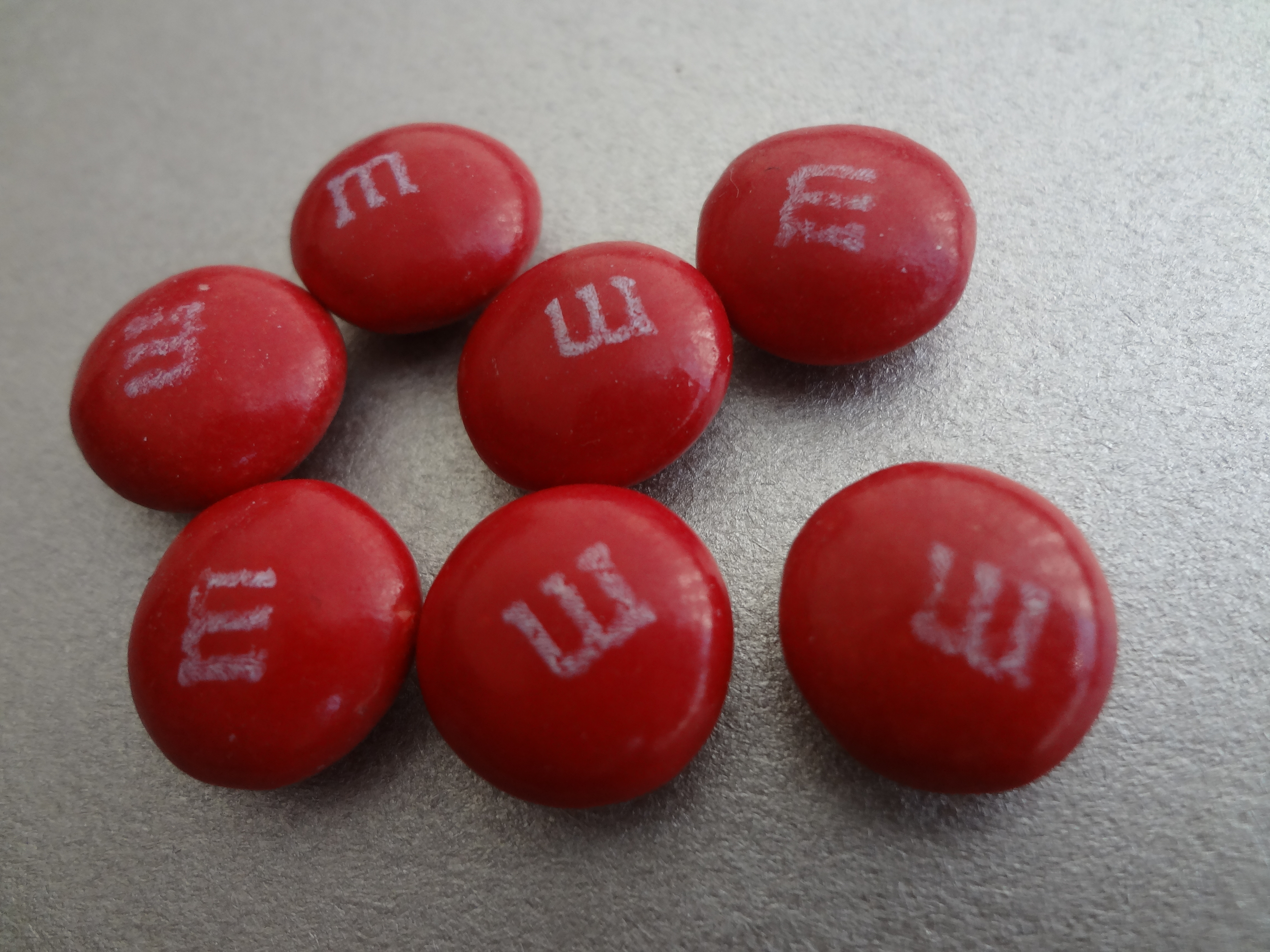
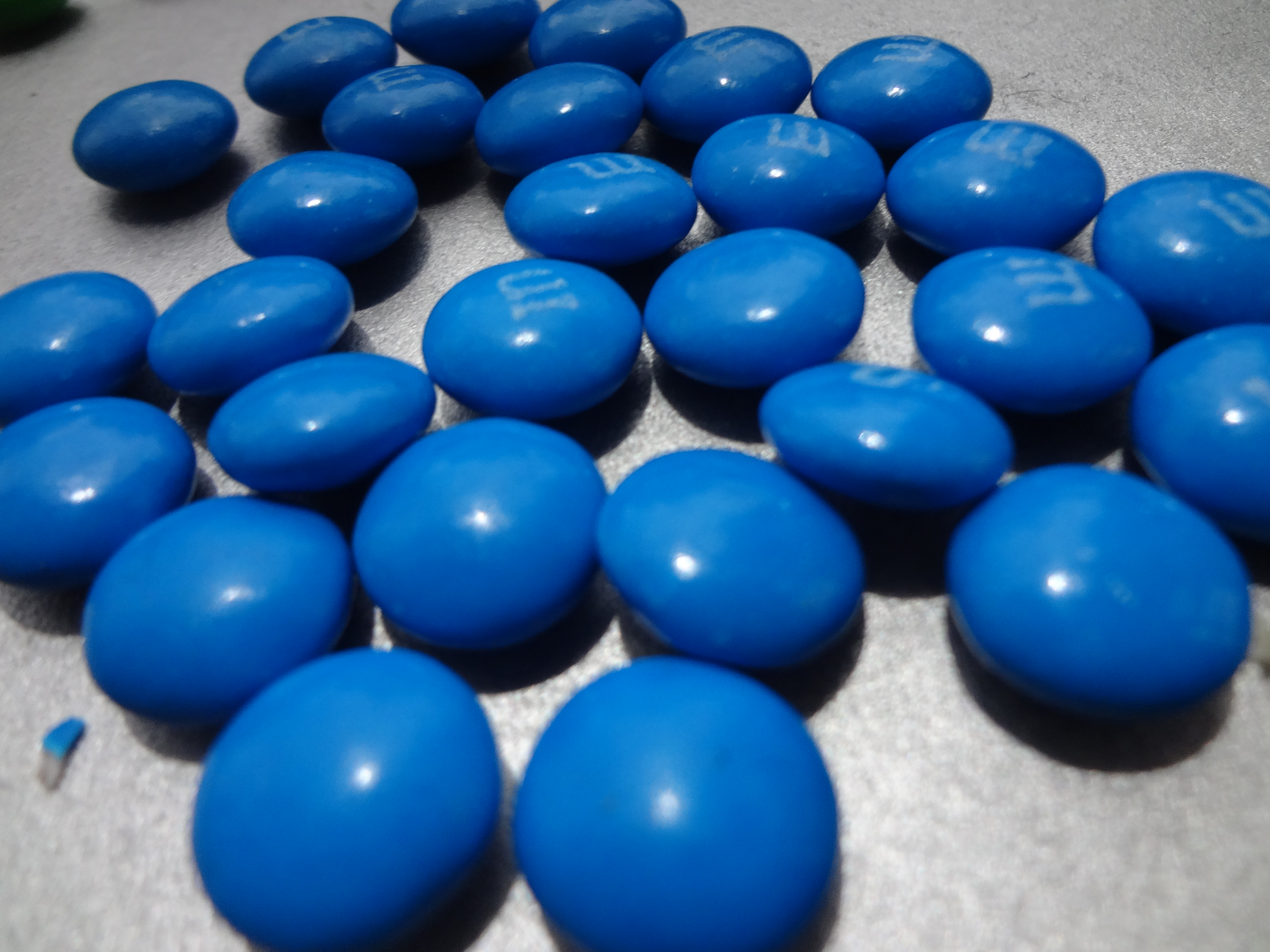
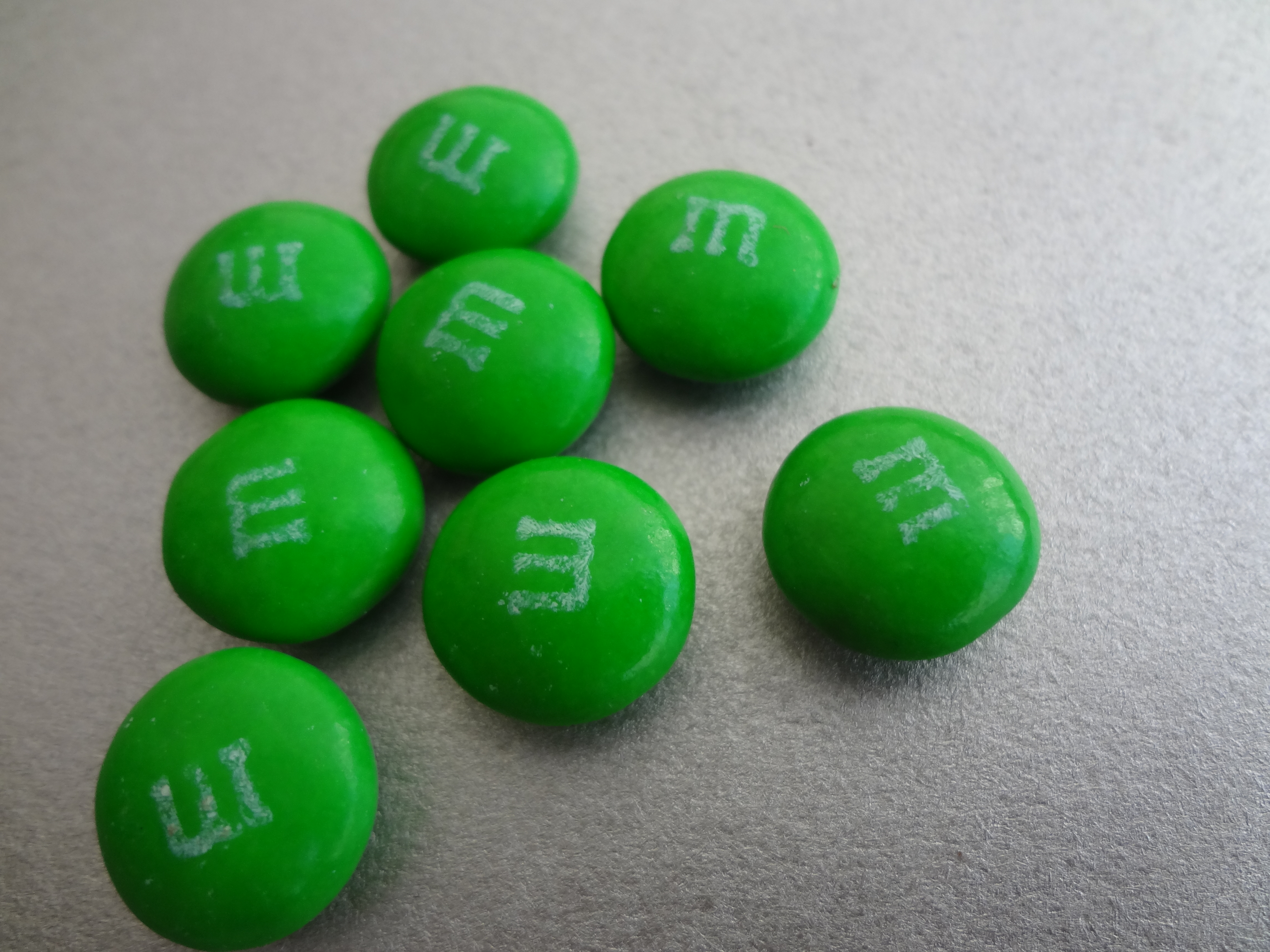

- 牛奶朱古力。（棕色包裝）

1941年自公司開業開始發售。
- 花生朱古力（黃色包裝）

牛奶朱古力包著一粒花生，1954年開始發售。
- 花生醬朱古力（橙色包裝）

開售年份不明
- 黑朱古力

2006年開始發售。
- 花生黑朱古力

2007年開始發售。
- 紅莓味朱古力

2007年開始發售。
- 杏仁味朱古力

1988年開始發售。
- 杏仁味花生朱古力

1990年開始發售。
- 迷你M&M's

也是牛奶朱古力，但每粒朱古力的體積比正常的小。
- 脆脆心朱古力（藍色包裝）
- 薄荷脆心朱古力（綠色包裝）

## 外部連結
- 官方网站